# Nyabikere (kommun)
Nyabikere är en kommun i Burundi. Den ligger i provinsen Karuzi, i den centrala delen av landet, 90 km öster om Burundis största stad Bujumbura.